# أب نارك
أب نارك (بالفارسية: آب نارک) هي قرية تقع في Central District في إيران. يقدر عدد سكانها بـ 218 نسمة بحسب إحصاء 2016.